# Banda sonora de Ni no Kuni
La música de la serie de videojuegos de rol Ni no Kuni, desarrollada por Level-5 y publicada en las regiones occidentales por Bandai Namco Entertainment, está compuesta principalmente por Joe Hisaishi e interpretada por la Orquesta Filarmónica de Tokio. Hisaishi, conocido por su trabajo anterior en películas de Studio Ghibli, aceptó trabajar en los juegos después de ser testigo de la pasión del equipo de desarrollo por el proyecto. Su objetivo era hacer que la música reflejara el género de fantasía, creando una compatibilidad entre las bandas sonoras y los mundos del juego.
Un álbum titulado Ni no Kuni: Shikkoku no Madoushi Original Soundtrack fue lanzado en Japón en febrero de 2011, con música de Ni no Kuni: Dominion of the Dark Djinn. Más tarde se lanzó una banda sonora de dos discos en marzo de 2013; el primer disco es un relanzamiento de la banda sonora japonesa, mientras que el segundo disco contiene pistas adicionales de Ni no Kuni: Wrath of the White Witch. La recepción crítica de las bandas sonoras ha sido positiva, ya que los críticos sintieron que la música de los dos primeros juegos se conectaba adecuadamente con la jugabilidad, y los críticos afirmaron que las contribuciones de Hisaishi coincidían con el estilo artístico de Studio Ghibli. Hisaishi luego volvería a componer para Ni no Kuni II: Revenant Kingdom, con su banda sonora lanzada en junio de 2018.

## Producción y composición

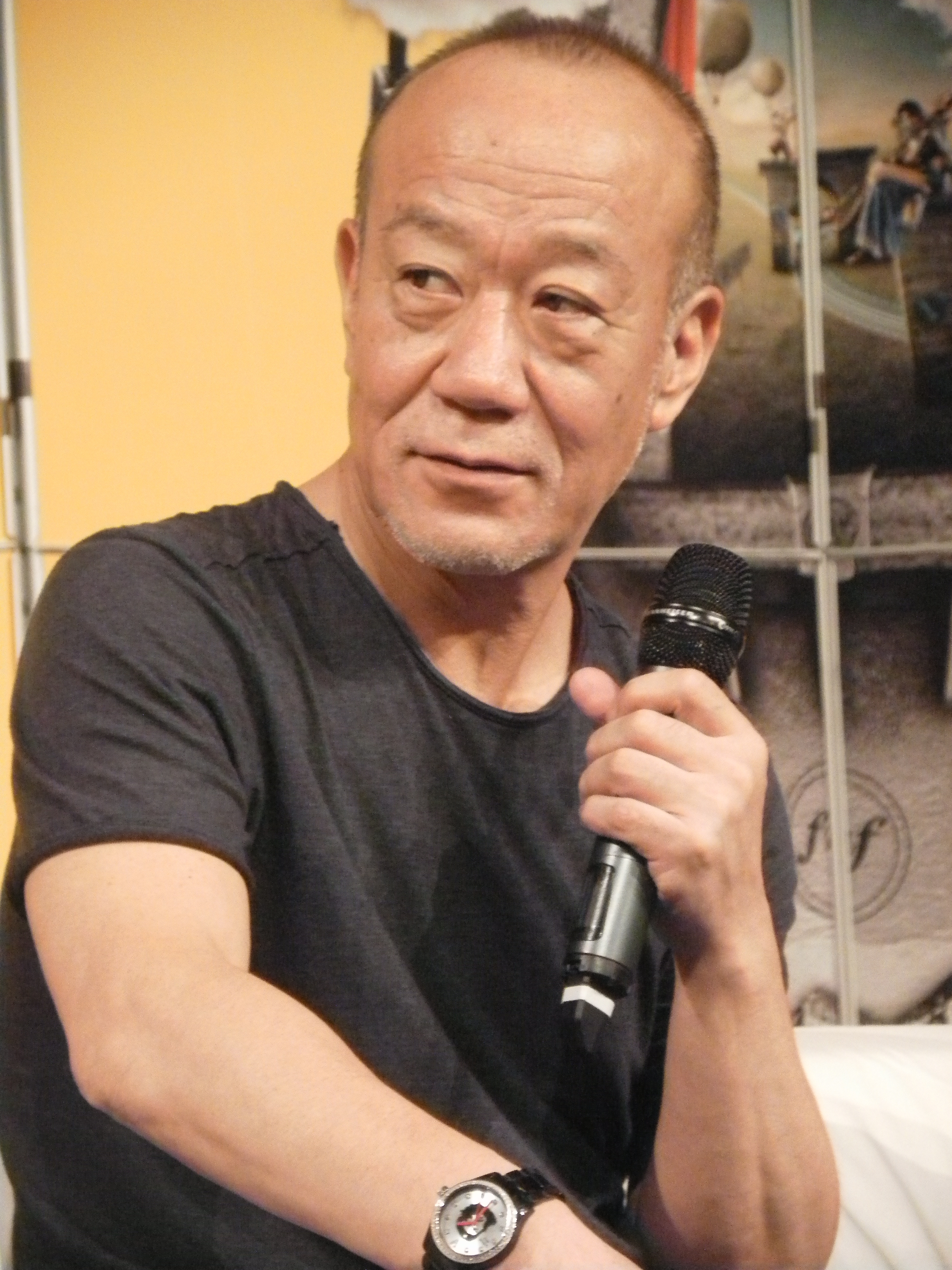
El músico japonés Joe Hisaishi, que trabajó anteriormente en las películas de Studio Ghibli, es el compositor principal de la serie

Cuando Studio Ghibli acordó producir las secuencias animadas de Ni no Kuni, contactaron a Joe Hisaishi para trabajar en la música del juego. Hisaishi, quien anteriormente trabajó con Studio Ghibli en películas como La princesa Mononoke (1997) y El viaje de Chihiro (2001), se reunió con el productor y escritor de Level-5 Akihiro Hino. Después de presenciar la pasión de Hino por el proyecto, Hisaishi aceptó trabajar en la banda sonora. Rei Kondoh creó la otra mitad de la partitura, y toda la música del juego fue interpretada por la Orquesta Filarmónica de Tokio. "Kokoro no Kakera", el tema principal de los juegos, fue escrito por Hisaishi; su hija Mai Fujisawa interpretó la canción en japonés, mientras que el corista Archie Buchanan interpretó la versión en inglés. El equipo encontró grandes dificultades para seleccionar un actor para la versión en inglés, aunque finalmente se decidió por Buchanan debido a su capacidad para transmitir la "vulnerabilidad e inocencia" de los personajes de los juegos en una "actuación conmovedora y poderosa". Para que la música orquestal encajara en la Nintendo DS con una alta calidad, Ni no Kuni: Dominion of the Dark Djinn se envió en un cartucho de videojuegos de 4 gigabits.
Hisaishi escribió 21 canciones como bocetos para piano durante siete días. Encontró que el ritmo de la partitura era más complejo de lo esperado, pero consideró que esto "suele ser una buena señal", lo que lo animó a continuar. La música pretendía reflejar el género de fantasía y contener una elegancia basada en la música folclórica tradicional de Irlanda; Hisaishi describió la música como "nostálgica, pero aún conectada con el futuro". Hisaishi también sintió una compatibilidad entre su música y el mundo que el equipo de desarrollo estaba creando, afirmando que sus ideas generalmente funcionaban naturalmente en "unísono perfecto".
Para las bandas sonoras, el piano estuvo a cargo de Febian Reza Pane, el laúd de Hiroshi Kaneko, el sitar de Masahiro Itami, el silbato de Hideyo Takakuwa y la tabla de Ikuo Kakehashi. Toda la música fue grabada en Yokohama Minato Mirai Hall por Avaco Creative Studio, mientras que Wonder Station mezcló la banda sonora en Azabu-O Studio. Hiroyuki Akita supervisó el primero, como ingeniero de grabación. Hisaishi también volvería a trabajar en la partitura de Ni no Kuni II: Revenant Kingdom.

## Álbumes

### Ni no Kuni: Shikkoku no Madoushi - banda sonora original
La banda sonora original de Ni no Kuni: Shikkoku no Madoushi consta de música de Ni no Kuni: Dominion of the Dark Djinn, compuesta por Joe Hisaishi e interpretada por la Orquesta Filarmónica de Tokio. La banda sonora abarca veintiuna pistas, con una duración de 55 minutos. FRAME publicó el álbum el 9 de febrero de 2011.
En el contexto del juego, la banda sonora fue bien recibida. Michael Baker de RPGamer consideró que la música del juego era "de primera categoría", y señaló su apropiación para el juego. Patrick Gann de RPGFan llamó a la banda sonora "hermosa", comparándola favorablemente con el trabajo de Koichi Sugiyama en la serie Dragon Quest. Janelle Hindman de RPGLand elogió la música como "magníficamente elaborada", apreciando la falta de canciones electrónicas o sintetizadas, y Gigazine la calificó de "magnífica". Matthew Castle de Nintendo Gamer elogió la música y la comparó favorablemente con las bandas sonoras de las películas.
| N.º   | Título                       | Duración |  |
| 1.    | «Ni no Kuni Main Theme»      | 3:19     |  |
| 2.    | «Morning of Beginning»       | 2:35     |  |
| 3.    | «Hotroit»                    | 2:11     |  |
| 4.    | «Incident Occurrence!»       | 2:23     |  |
| 5.    | «Arie ~Recollection~»        | 2:10     |  |
| 6.    | «Shizuku»                    | 1:39     |  |
| 7.    | «Mighty Magic»               | 2:01     |  |
| 8.    | «Field»                      | 3:36     |  |
| 9.    | «Neko Kingdom's Castle Town» | 2:45     |  |
| 10.   | «Desert Kingdom's Town»      | 3:03     |  |
| 11.   | «Imperial March»             | 2:23     |  |
| 12.   | «Crisis»                     | 1:12     |  |
| 13.   | «Tension»                    | 1:18     |  |
| 14.   | «Battle»                     | 2:22     |  |
| 15.   | «Jabo, the Black Wizard»     | 2:45     |  |
| 16.   | «Imargen Battle»             | 2:37     |  |
| 17.   | «Labyrinth»                  | 2:33     |  |
| 18.   | «To The Decisive Battle»     | 3:21     |  |
| 19.   | «Final Battle»               | 3:22     |  |
| 20.   | «Miracle ~Reunion~»          | 2:50     |  |
| 21.   | «Fragments of Hearts»        | 4:12     |  |
| 54:37 |                              |          |  |

### Ni no Kuni: La ira de la bruja blanca - La banda sonora original
Ni no Kuni: Wrath of the White Witch: la banda sonora original consta de música de Ni no Kuni: Wrath of the White Witch, compuesta por Hisaishi e interpretada por la Orquesta Filarmónica de Tokio. La banda sonora abarca dos discos; el primer disco es un relanzamiento de la banda sonora japonesa, con veintiuna pistas, mientras que el segundo disco contiene doce pistas adicionales de Ni no Kuni: Wrath of the White Witch. Ambos discos abarcan una duración de 87 minutos. Wayô Records publicó la banda sonora el 28 de marzo de 2013.
En el contexto del juego, la banda sonora fue bien recibida. Colin Moriarty de IGN sintió que era apropiado en cada situación y elogió su capacidad para crear emociones e involucrar a los jugadores en la experiencia. GameTrailers encontró la banda sonora "poderosa", comentando sobre su uso apropiado durante el juego, y Brittany Vincent de GamesRadar la llamó "impresionante". Jen Bosier de Forbes aprobó el uso de la banda sonora dentro del juego, elogiando particularmente las piezas para piano. Jim Sterling de Destructoid comparó favorablemente la banda sonora con Dragon Quest VIII, alabando las cualidades orquestales y el "sentido de la diversión". Chris Scullion de Computer and Video Games escribió que la música asegura que el juego "suene tan bien como se ve". Robert Steinman de RPGFan sintió que la música establece perfectamente el tono del juego, afirmando que se encuentra entre "algunos de los mejores trabajos" de la música de videojuegos, y Jasmine Rea de VentureBeat descubrió que la música "mejora la calidad general de Ghibli" al juego. Oli Welsh de Eurogamer calificó la música como "una delicia exuberante y romántica", aunque criticó la repetitividad de la música de batalla. Kirk Hamilton de Kotaku hizo eco de comentarios similares, criticando duramente la música de batalla, pero llamando a la música "extraordinariamente hermosa".
Ni no Kuni: Wrath of the White Witch ganó Mejor sonido de Cheat Code Central, y la banda sonora recibió nominaciones en la Asociación Internacional de Críticos de Música de Cine de 2011, 2014 SXSW Gaming Awards y Spike VGX 2013, y de Destructoid y GameTrailers. El tema principal del juego, "Kokoro no Kakera", también ganó el premio a Canción original/adaptada en la 13.ª edición de los premios de la Academia Nacional de Revisores Comerciales de Videojuegos.
| Disco 1 |                                                       |          |  |
| N.º     | Título                                                | Duración |  |
| 1.      | «Ni no Kuni: Dominion of the Dark Djinn – Main Theme» | 3:19     |  |
| 2.      | «One Fine Morning»                                    | 2:35     |  |
| 3.      | «Motorville»                                          | 2:11     |  |
| 4.      | «The Accident»                                        | 2:23     |  |
| 5.      | «In Loving Memory of Allie»                           | 2:10     |  |
| 6.      | «Drippy»                                              | 1:39     |  |
| 7.      | «Magic with Oomph»                                    | 2:01     |  |
| 8.      | «World Map»                                           | 3:36     |  |
| 9.      | «Ding Dong Dell -The Cat King's Castle-»              | 2:45     |  |
| 10.     | «Al Mamoon -Court of the Cowlipha-»                   | 3:03     |  |
| 11.     | «Imperial March»                                      | 2:23     |  |
| 12.     | «Crisis»                                              | 1:12     |  |
| 13.     | «Tension»                                             | 1:18     |  |
| 14.     | «Battle»                                              | 2:22     |  |
| 15.     | «Shadar, the Dark Djinn»                              | 2:45     |  |
| 16.     | «A Battle with Creatures»                             | 2:37     |  |
| 17.     | «Labyrinth»                                           | 2:33     |  |
| 18.     | «The Lead-Up to the Decisive Battle»                  | 3:21     |  |
| 19.     | «The Showdown with Shadar»                            | 3:22     |  |
| 20.     | «Miracle –Reunion-»                                   | 2:50     |  |
| 21.     | «Kokoro no Kakera (Japanese Version)»                 | 4:12     |  |
| 54:37   |                                                       |          |  |

| Disco 2 |                                                                 |          |  |
| N.º     | Título                                                          | Duración |  |
| 1.      | «Ni no Kuni: Wrath of the White Witch – Main Theme»             | 3:39     |  |
| 2.      | «The Fairyground»                                               | 2:03     |  |
| 3.      | «Mummy's Tummy»                                                 | 1:36     |  |
| 4.      | «Battle II»                                                     | 2:17     |  |
| 5.      | «The Horror of Manna»                                           | 3:09     |  |
| 6.      | «Unrest»                                                        | 1:51     |  |
| 7.      | «Blithe»                                                        | 2:11     |  |
| 8.      | «Sorrow»                                                        | 2:29     |  |
| 9.      | «The Zodiarchs»                                                 | 2:51     |  |
| 10.     | «The Final Battle Against the White Witch»                      | 2:43     |  |
| 11.     | «The Wrath of the White Witch»                                  | 2:43     |  |
| 12.     | «Kokoro no Kakera -Pieces of a Broken Heart- (English Version)» | 4:13     |  |
| 31:45   |                                                                 |          |  |

### Ni no Kuni II: Revenant Kingdom - Banda sonora original
La banda sonora original de Ni no Kuni II: Revenant Kingdom consiste en música de Ni no Kuni II: Revenant Kingdom, nuevamente compuesta por Hisaishi e interpretada por la Orquesta Filarmónica de Tokio. Fue lanzado por Avex Entertainment en Japón y en todo el mundo por Wayô Records el 6 de junio de 2018.
| N.º   | Título                       | Duración |  |
| 1.    | «Theme from Ni no Kuni II»   | 4:03     |  |
| 2.    | «The Toppled Throne»         | 1:33     |  |
| 3.    | «The Escape»                 | 1:44     |  |
| 4.    | «Let Battle Commence»        | 2:08     |  |
| 5.    | «Leavetaking»                | 1:50     |  |
| 6.    | «The Curious Boy»            | 1:53     |  |
| 7.    | «The Great Outdoors»         | 1:42     |  |
| 8.    | «Into the Fray»              | 2:05     |  |
| 9.    | «Here Come the Higgledies!»  | 1:40     |  |
| 10.   | «Treacherous Valley»         | 1:39     |  |
| 11.   | «Boss Battle»                | 1:37     |  |
| 12.   | «To Arms!»                   | 1:42     |  |
| 13.   | «Forest of Mysteries»        | 2:56     |  |
| 14.   | «City of Hunger»             | 2:17     |  |
| 15.   | «There is Hope»              | 3:32     |  |
| 16.   | «Carefree Days»              | 3:20     |  |
| 17.   | «The High Seas»              | 2:08     |  |
| 18.   | «Kingdom by the Sea»         | 3:23     |  |
| 19.   | «Deep Sea Cave»              | 2:22     |  |
| 20.   | «Fateful Encounter»          | 1:39     |  |
| 21.   | «Painful Memories»           | 1:28     |  |
| 22.   | «City of the Future»         | 1:46     |  |
| 23.   | «The Factory Floor»          | 2:22     |  |
| 24.   | «The Boundless Skies»        | 1:16     |  |
| 25.   | «In the Kingdom of the Mice» | 1:34     |  |
| 26.   | «Kingmaker's Theme»          | 1:52     |  |
| 27.   | «The Lost Kingdom»           | 2:13     |  |
| 28.   | «Dark Rite»                  | 1:55     |  |
| 29.   | «The Final Showdown»         | 1:43     |  |
| 30.   | «Evan's Kingdom»             | 2:47     |  |
| 31.   | «Happily Ever After»         | 5:16     |  |
| 69:25 |                              |          |  |